# Schloss Trebnitz

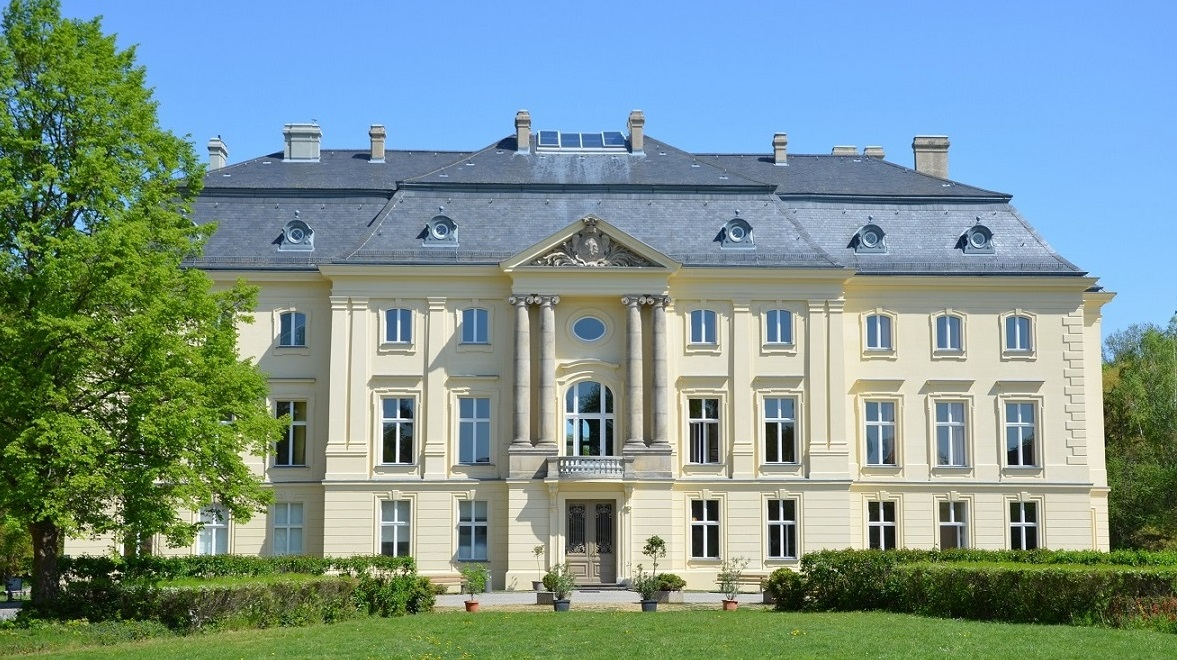
Schloss Trebnitz 2019

Das Schloss Trebnitz, ein Gebäudeensemble aus dem 18. Jahrhundert, befindet sich im gleichnamigen Ortsteil der Stadt Müncheberg im Landkreis Märkisch-Oderland im Bundesland Brandenburg.

## Allgemeine Beschreibung
Die großflächige Gutsanlage prägt das Ortsbild von Trebnitz. Wegen ihrer städtebaulichen, sowie orts-, bau- und gartengeschichtlichen Bedeutung steht sie mit Schloss/Herrenhaus, Ehrenhof, Park und den ehemaligen Wohn- und Wirtschaftsgebäuden unter Denkmalschutz. Zum Schloss, der architektonischen Dominante der Anlage, führt eine repräsentative Zufahrt über den Ehrenhof.
Bestandteil der früheren Gutsanlage waren neben dem Schloss das Inspektorenhaus, die Remise, die Schmiede mit der anhängigen Meierei, die Waschküche, die Stellmacherei, die Brennerei sowie verschiedene Stall- und Speichergebäude.

## Geschichte der Gutsanlage bis 1825
1124 wird der Ort und das Gut Trebnitz als Gründung des gleichnamigen schlesischen Klosters im heutigen Trzebnica zum ersten Mal urkundlich erwähnt. Zu diesem Zeitpunkt befand Trebnitz sich im Lebuser Land, das im Besitz der schlesischen Piasten war. Im Laufe des 13. Jahrhunderts fiel das Land Lebus in den Besitz der askanischen Markgrafen von Brandenburg. Im April 1432 wurde Trebnitz durch plündernde Hussiten zerstört. Das Kloster blieb bis 1498 Lehnsherr des Dorfes.

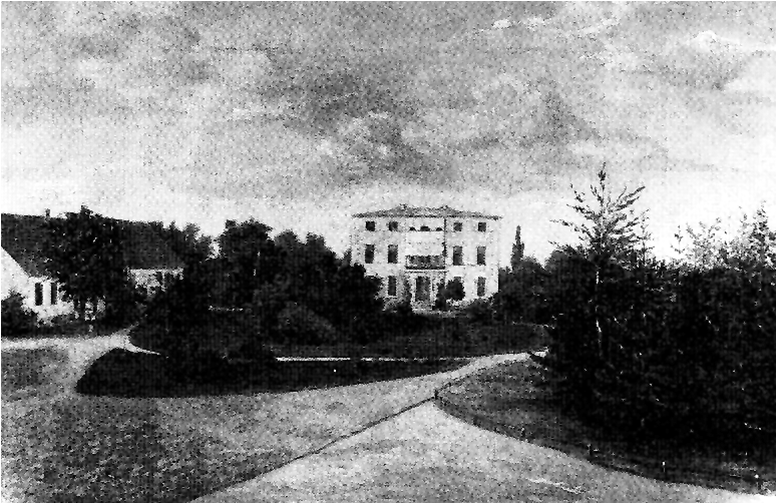
Gutshaus in Trebnitz vor dem Umbau, um 1860

Während des Dreißigjährigen Krieges wurde Trebnitz wiederholt geplündert, gebrandschatzt und jeweils neu besiedelt. Nach dem Westfälischen Frieden 1648 war Trebnitz eine Wüstung, erst mit dem Kauf der Gemarkung durch Joachim Ernst von Görzke 1661 begann die Geschichte der Junkerherrschaft in Trebnitz und mit dieser die Geschichte des Gutshauses. Nach dem Tod Joachim von Görzkes 1682 gelangte Trebnitz durch Erbschaft in den Besitz seines Hauptmannes, dem späteren Feldmarschall Georg von Derfflinger, ab 1695 war dessen Tochter Charlotte Grundherrin und Patronin von Trebnitz. Der in ihrer Ehe mit Johann Anton von Zieten gezeugte Sohn Georg Friedrich von Zieten wurde ab 1707 Grundherr von Trebnitz. Ab 1735 ließ er das Familiengut um einen bedeutenden Botanischen Garten, angelegt durch Johann Gottlieb Gleditsch, erweitern. Diese Anlage bildete den Ausgangspunkt für die Entwicklung des Schlossparkes. Georg Friedrich verstarb 1769 und wurde in der Trebnitzer Kirche beigesetzt. Nach einem Streit um die Erbschaft der Güter Trebnitz, Hermersdorf und Wulkow ersteigerte Albrecht Wilhelm von Pannwitz 1792 die Herrschaft für 109.000 Taler. Nach dessen Tod fiel das Gut Trebnitz im Jahr 1825 an dessen Neffen Carl Otto Magnus von Brünneck.

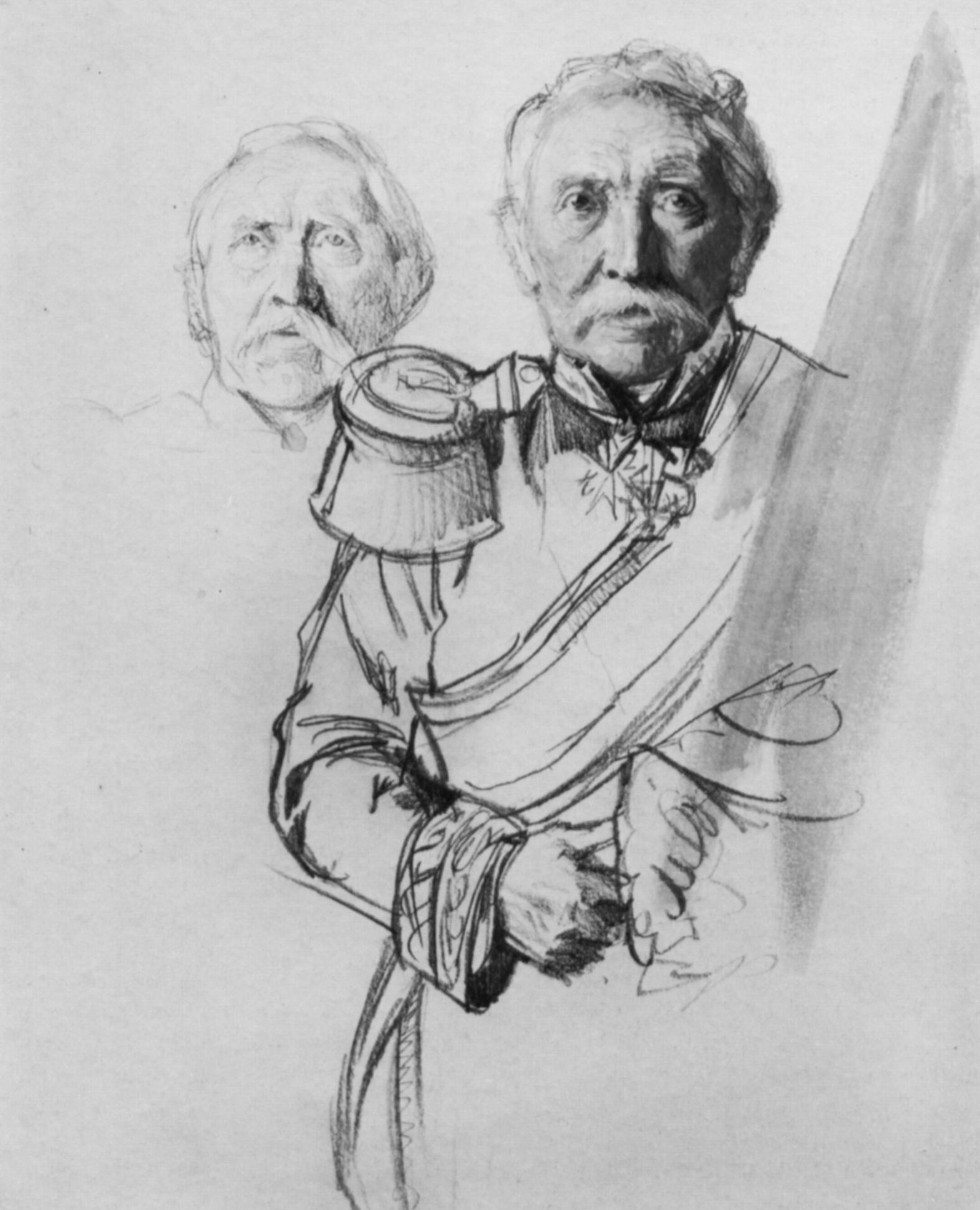
Magnus von Brünneck, Gutsherr ab 1825

## Gut der Familie von Brünneck 1825–1945
Die längste Zeit seiner Geschichte, von 1825 bis 1945, stand das Herrenhaus in Trebnitz im Besitz der Familie von Brünneck. In die Zeit des ersten Herren von Brünneck fiel die Umgestaltung des verwilderten botanischen Gartens in den 1850er Jahren zu einem naturnahen Park im englischen Stil, vermutlich durch Peter Joseph Lenné und Eduard Neide. Zu diesem Zeitpunkt war das Gutshaus ein schlichtes, zweigeschossiges Haus im Stil des Klassizismus. Die Quellenlage lässt eine eindeutige Zuordnung der Gartenplanung jedoch nicht zu. Die Brünneck waren Teil der morgenländischen Gesellschaft und zeigten Interesse an Kunst und Heraldik. Um 1879 umfasste das Gut Trebnitz samt Brennerei genau zu diesem Zeitpunkt nach dem erstmals amtlich publizierten Generaladressbuch der Ritterguts- und Gutsbesitzer für die Provinz Brandenburg 797 ha. Der Besitz war verpachtet, Eigentümerin war Louise von Brünneck.
Magnus von Brünnecks Erbe August Magnus Wilhelm von Brünneck (* 7. März 1839; † 12. April 1917) war  Rechtshistoriker und Honorar-Professor in Halle. Er veröffentlichte verschiedene Werke zur Geschichte des Grundeigentums in Preußen. 1896 hatte das Rittergut Trebnitz eine Größe von 819 ha.
Zwischen 1900 und 1910 ließ die Familie von Brünneck das Schloss unter Einbeziehung des Vorgängerbaus in neubarocken Formen umbauen. Markant ist der im zweiten und im Mezzaningeschoss durch einen prächtigen Doppelsäulenaufbau mit Giebel und Giebelabschluss geprägte Risalit sowie das Familienwappen mit Lilie, Wolfseisen und Grafenkrone. Seit diesem ganz dem Geiste des Wilhelminismus verpflichteten Umbau ist die Bezeichnung Schloss Trebnitz für Gutsanlage und Herrenhaus geläufig. Letzter Eigentümer war Graf Harald von Brünneck (1880–1958). Mit ihm erlosch auch später die gräfliche Linie der Familie. Brünneck selbst verkehrte in wertkonservativen Kreisen und mit nationalgesinnten Gutsherren aus der Nachbarschaft. In der Schlussphase des Zweiten Weltkrieges lag Trebnitz im Kampfgebiet um die Seelower Höhen, der letzten deutschen Verteidigungslinie vor Berlin. Das Gut selbst überstand die Gefechte, wurde kurzzeitig als Lazarett der Wehrmacht und nach der Enteignung Harald von Brünnecks im April 1945 bis zum Ende der Kampfhandlungen in Europa als Kommandanturstelle der Roten Armee genutzt. Die Einrichtung und Ausstattung des Hauses gingen damals verloren.

### Geschichte des Gutes 1945–1990
Nach Gründung der DDR 1949 wurde das Gut dem Rat der Gemeinde zur Verwaltung und Nutznießung übergeben und blieb so Zentrum für die wirtschaftliche, gesellschaftliche und kulturelle Entwicklung des Ortes. Bis in die 1950er Jahre waren im Schloss Vertriebene untergebracht, im Südflügel des Hauses wurde das Büro der Maschinen- und Ausleihstation der LPG Vorwärts aus Wulkow eingerichtet, die Schlossküche wurde als Betriebsküche weitergenutzt. Es erfolgte die Einrichtung einer Arzt- und Zahnarztpraxis, eines Kindergartens im Seitenflügel und einer polytechnischen Oberschule, die bis 1974 existierte.
Ab 1952 wurden freiwerdende Räume im Nordflügel und im ersten Obergeschoss für den Schulunterricht genutzt, im zweiten Obergeschoss befanden sich bis 1983 Wohnungen. Ebenfalls im Nordflügel wurde eine Schulkantine eingerichtet, die die Schule und den Kindergarten des Gemeindeverbandes Worin mitversorgte.
Das Herrenhaus diente auch ganzjährig als Schulungs- und Ferienobjekt sowie für kulturelle Veranstaltungen, unter anderem für die Feuerwehr des Kreises und die Betriebskampfgruppen.
Bedingt durch die ökonomische Krise der RGW-Staaten und dem mangelnden Interesse der Staatsführung der DDR an dem architektonischen Erbe der Güter verfiel das Schloss in den 1980er Jahren zunehmend. Die Teilnutzung des Gutes als Kindergarten bestand bis 1992.

## Ab 1990: Vereinsgründung und Restaurierung des Schlosses
Infolge der deutschen Wiedervereinigung im Oktober 1990 gelangte das Schloss zusammen mit dem Ort in das neu gegründete Bundesland Brandenburg und erhielt neue Eigentumsformen und Betreiber.
Am 20. März 1992 wurde der Verein Schloß Trebnitz Bildungs- und Begegnungszentrum gegründet. Ab 1993 ließ der Verein mit großer Unterstützung des Bundes, der Länder Brandenburg und Nordrhein-Westfalen, der Gemeinde Trebnitz und vieler Anderer das Gebäude umfassend sanieren, um es in ein offenes Haus für internationale Jugendbegegnungen zu verwandeln. Bereits in der Zeit des Umbaus von 1992 bis 1998 fanden erste Jugendbegegnungen statt, welche seitdem stetig fortgesetzt werden.

## Nutzung

### Überblick
Die andauernden Restaurierungsmaßnahmen seit Übernahme des Gutes durch den Verein Schloß Trebnitz führten bis Oktober 2020 zu einer weitgehenden Rekonstruktion der alten Gutsanlage. In den sukzessive sanierten Gebäuden sind zivilgesellschaftliche, wissenschaftliche und kunsthistorische Akteure und Institutionen beheimatet, die unter der Dachmarke Campus Schloß Trebnitz firmieren.

### Gustav-Seitz-Museum – Zentrum für Kunst- und Kulturpädagogik

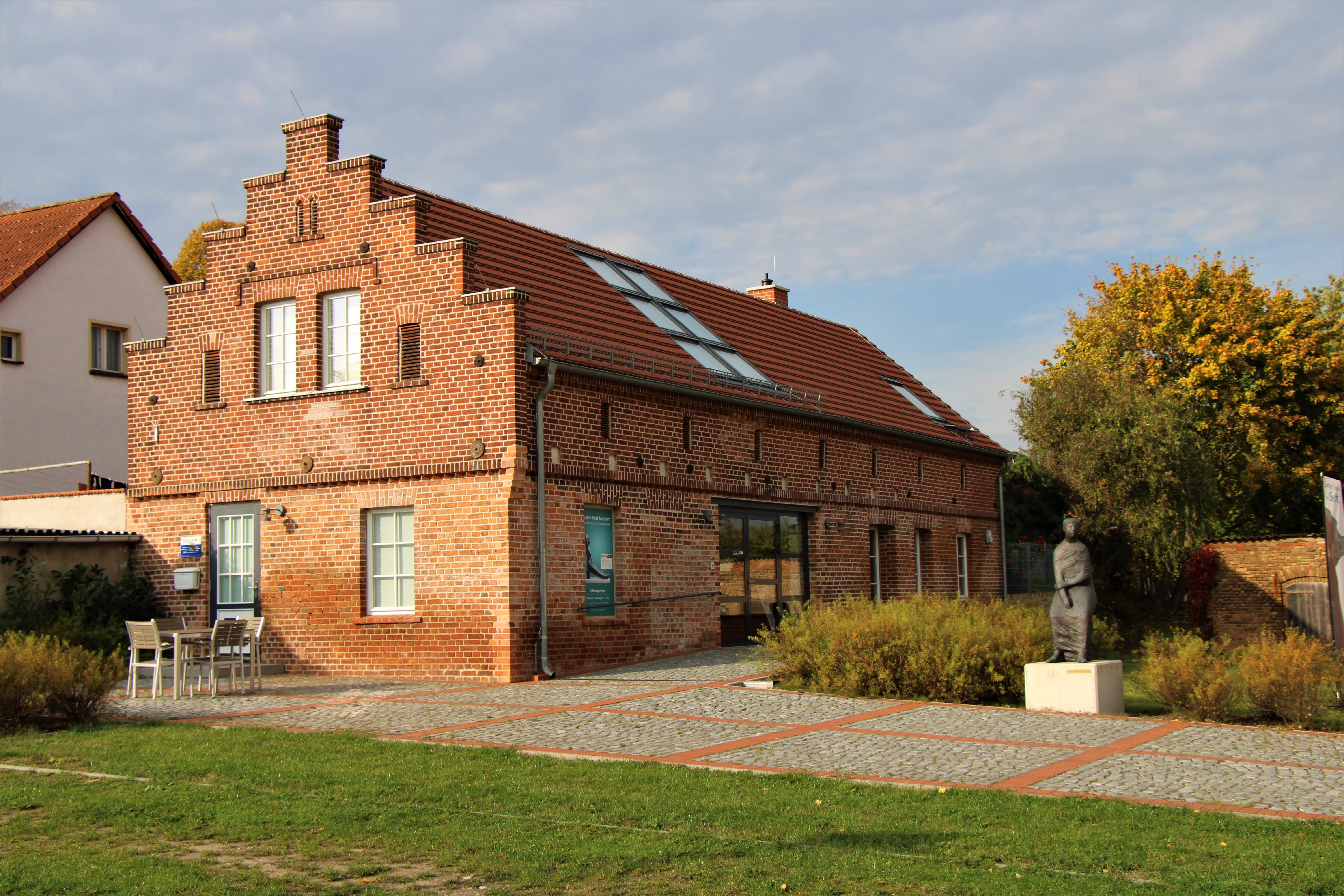
Gustav-Seitz-Museum

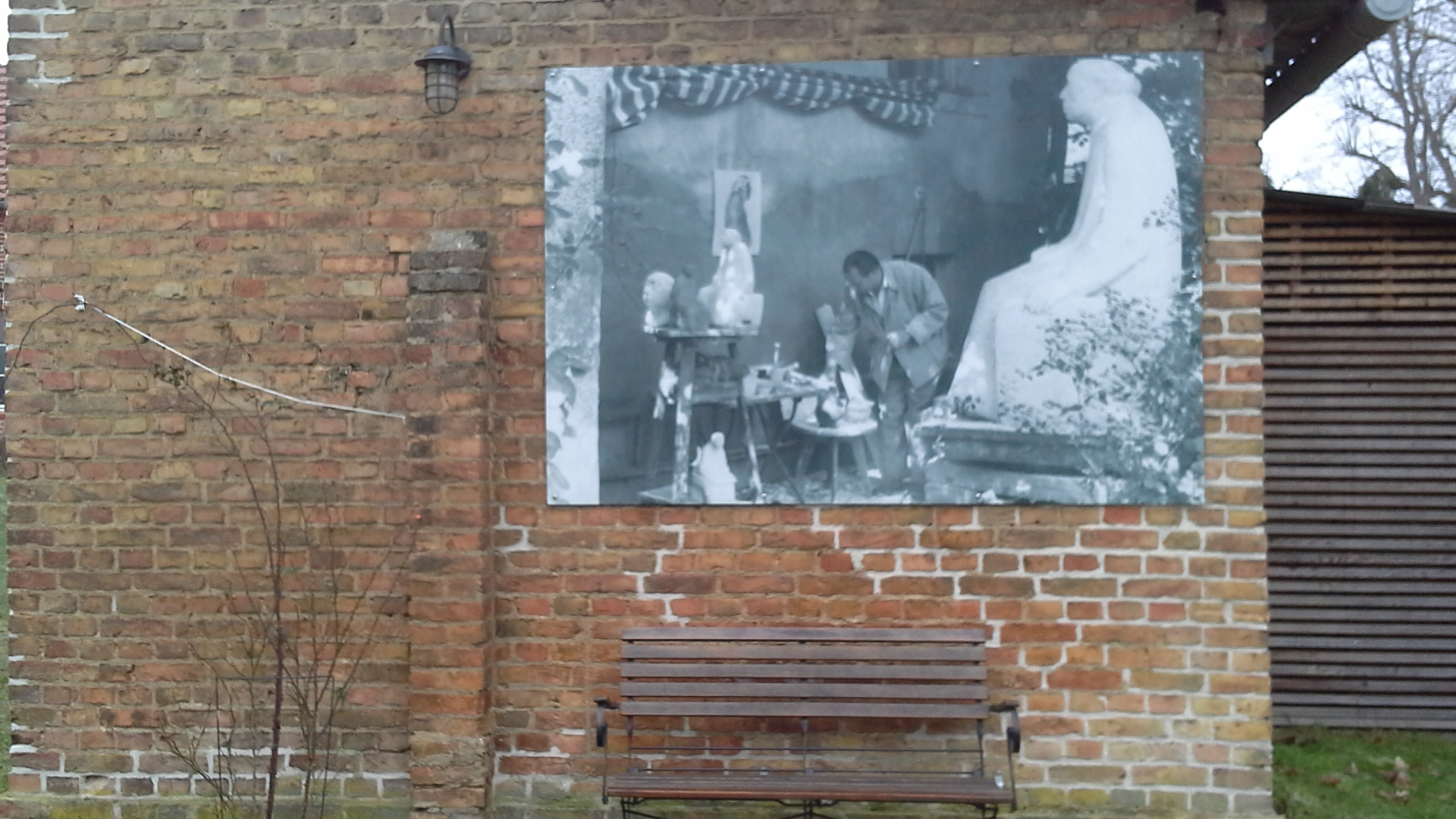
Seitz-Bild in der Nähe des Gustav-Seitz-Museums in Trebnitz

Der Verein Schloß Trebnitz Bildungs- und Begegnungszentrum e. V. hat das ehemalige Waschhaus saniert und der Gustav-Seitz-Stiftung zur Verfügung gestellt. Diese zog aus Hamburg hierher und eröffnete im Herbst 2017 in dem restaurierten Gebäude ein neues Museum für den künstlerischen Nachlass des Bildhauers und Zeichners Gustav Seitz. In der Dauerausstellung wird eine repräsentative Auswahl der Werke des Künstlers  gezeigt.
In Zusammenarbeit mit dem Bildungs- und Begegnungszentrum Schloß Trebnitz werden gemeinsam z. B. Kurse für Familien und Kinder aus der Region, deutsch-polnische Künstler-Pleinairs und Führungen angeboten.

### Internationales Archiv für Heilpädagogik | Emil E. Kobi Institut

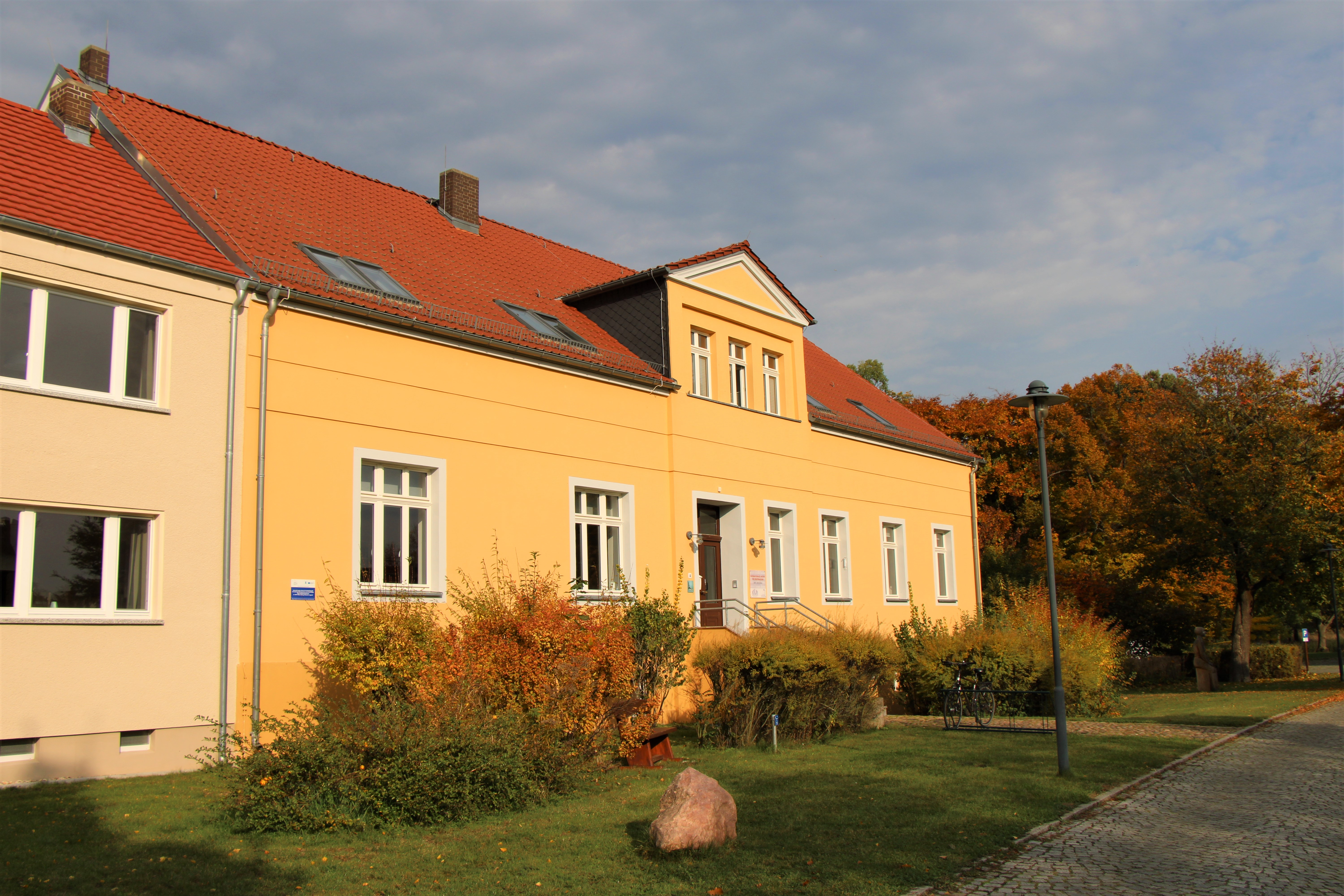
Internationales Archiv für Heilpädagogik im ehemaligen Inspektorenhaus

Im ehemaligen Inspektorenhaus hat sich 2013 das Internationale Archiv für Heilpädagogik eingerichtet. Es dokumentiert die Geschichte des Umgangs mit Menschen mit Behinderungen. Das angegliederte Emil E. Kobi-Institut verwaltet das Archiv, wertet es aus und publiziert Forschungsergebnisse zu historischen und aktuellen Themen auf dem Gebiet der Heilpädagogik. Der Förderverein des Internationalen Archivs für Heilpädagogik eröffnete im Herbst 2016 ein Facharchiv für Heilpädagogik.

### Schloss Trebnitz Bildungs- und Begegnungszentrum
Mit Schulungs- und Bildungsangeboten unterstützt der Verein seit 1992 die politische und kulturelle Bildung – besonders von Kindern und Jugendlichen – auf beiden Seiten der Oder und fördert so den Austausch zwischen Deutschland und Polen. Für diese Arbeit wurde dem Bildungs- und Begegnungszentrum 2014 der Deutsch-Polnische Preis verliehen, die wichtigste Auszeichnung beider Länder im Bereich der Deutsch-Polnischen Verständigung. Seit September 2016 ist der Verein Partnerschaftsbeauftragter des Landes Brandenburg für Wielkopolska / Großpolen.

### Erwachsenenbildung/Heimbildungsstätte und Unterkünfte

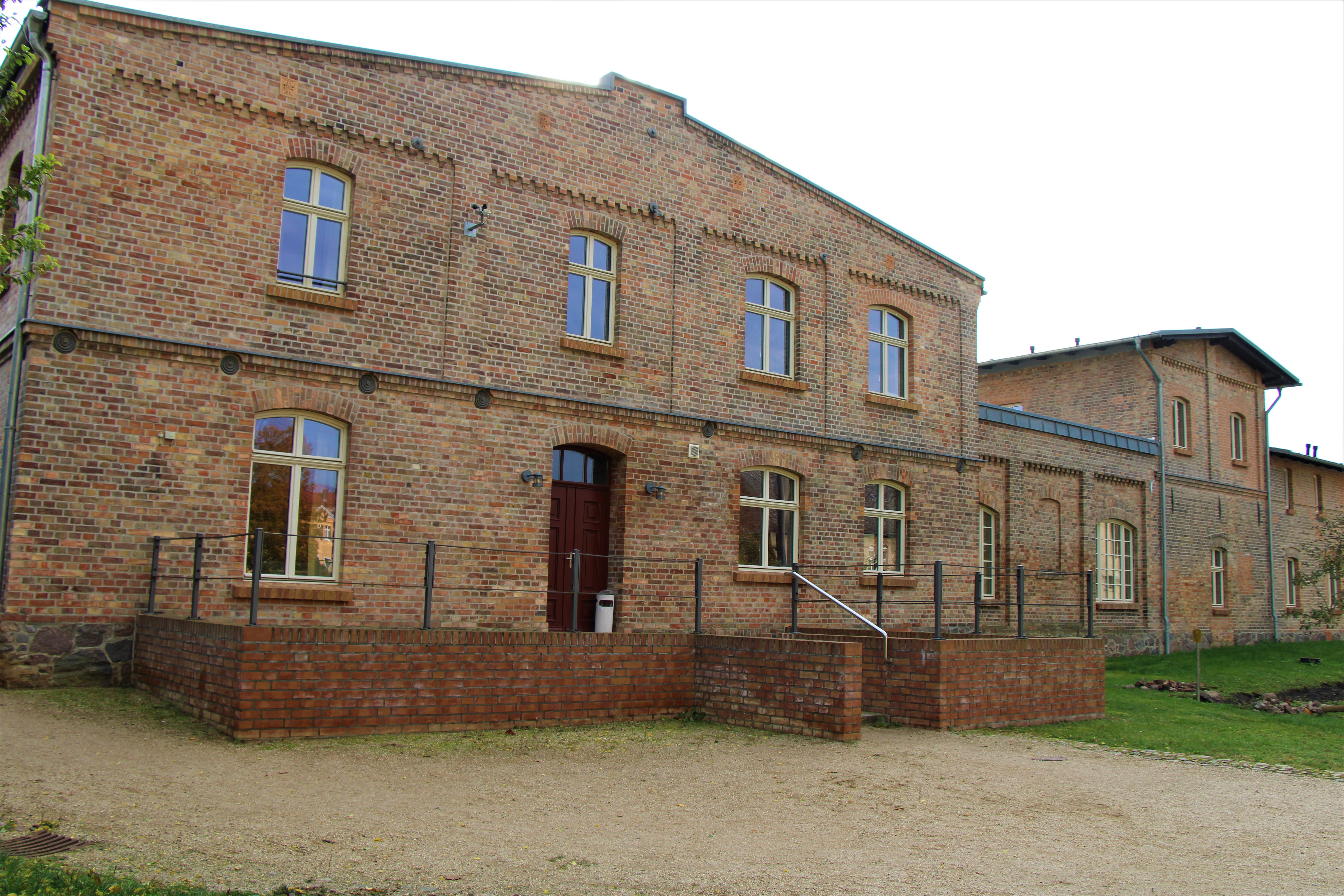
Heimbildungsstätte in der ehem. Schmiede

Von 2011 bis 2013 wurden die einstige Schmiede und Meierei zusammen mit dem Landkreis Gorzów (Polen) als Projektpartner aufwendig renoviert. Der ein- und zweigeschossige Sichtziegelbau mit Feldsteinsockel verfügt nun über 20 mehrheitlich behindertengerechte Einzel- und Doppelzimmer sowie zusätzliche Seminarräume. Hier befindet sich seit dem 1. Juni 2018 die „Heimbildungsstätte des Schloss Trebnitz e. V.“.

### Veranstaltungsort Alte Feldsteinscheune

Feldsteinscheune, Campus Trebnitz

Die alte Feldsteinscheune wurde bis 1945 als Pferdestall und Getreidespeicher genutzt. Hier befindet sich ein großer multifunktionaler Veranstaltungsraum für max. 200 Personen, der sowohl Konzerten, Tagungen und Konferenzen als auch Ausstellungen und Seminaren bildender Kunst zur Verfügung steht.

### Dorfzentrum mit Laden, Gemeinderäumen und Cafe

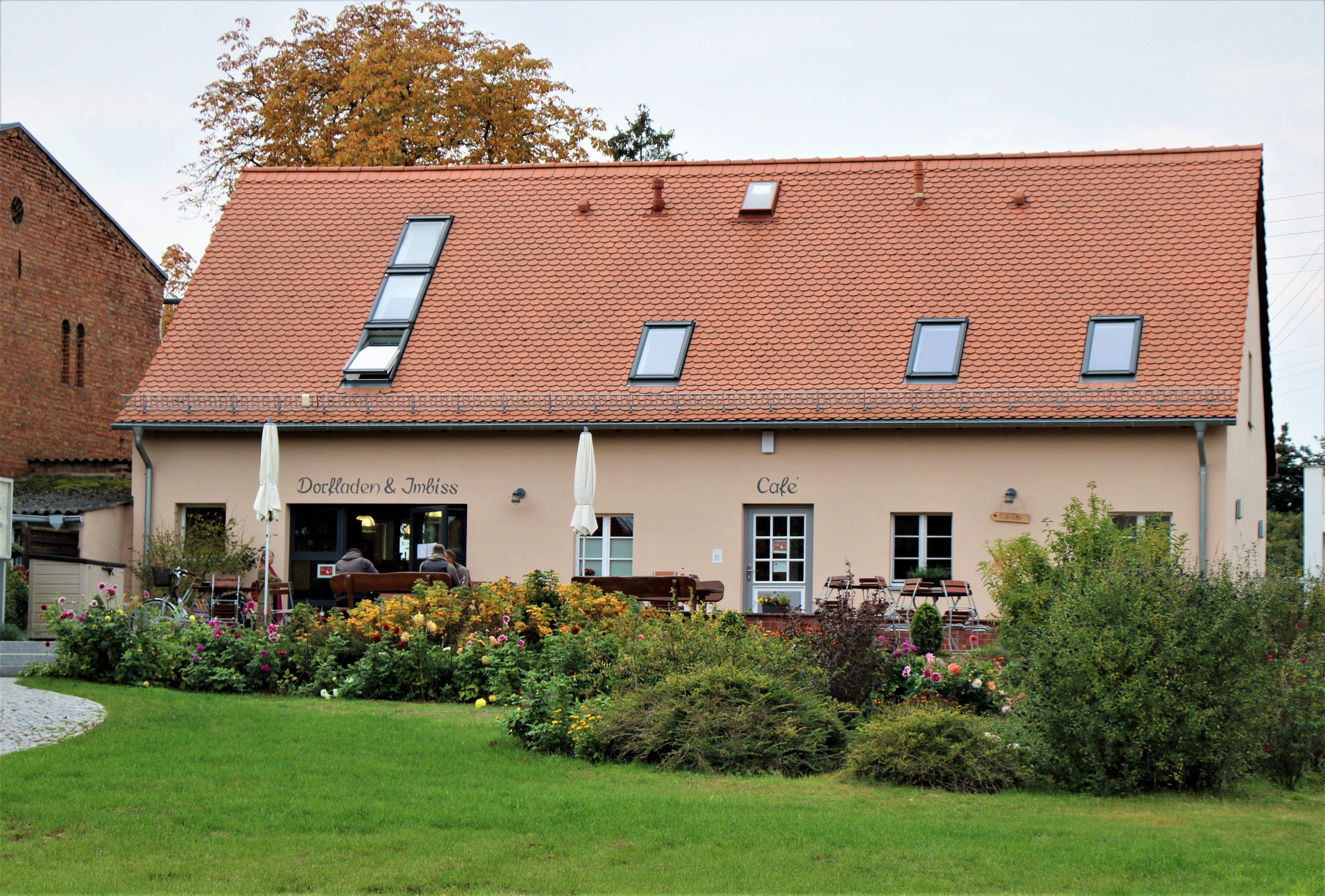
Ehemalige Remise des Gutes Trebnitz

Die Remise, am Eingang der Schlosszufahrt gelegen, diente zu Gutszeiten als Pferdestall und Unterstand für die Kutsche des Inspektors. Im Zweiten Weltkrieg stark beschädigt, wurde sie später als Wohnhaus wieder aufgebaut und viele Jahre genutzt. Heute befindet sich hier das Trebnitzer Dorfzentrum. Im Dorfladen werden neben Artikeln des täglichen Bedarfs besonders Produkte aus der Region angeboten. Die Räumlichkeiten werden auch für lokale Gruppen und Initiativen als Veranstaltungs- und Begegnungsräume genutzt.

## Weitere Literatur
- Paul Herre: Von Preußens Befreiungs- und Verfassungskampf. Aus den Papieren des Oberburggrafen Magnus von Brünneck. Berlin 1914.
- Kurt Forstreuter: Brünneck, Karl Otto Magnus. In: Neue Deutsche Biographie (NDB). Band 2, Duncker & Humblot, Berlin 1955, ISBN 3-428-00183-4, S. 666 (Digitalisat).